# Ajjigudde, Chiknayakanhalli
Ajjigudde là một làng thuộc tehsil Chiknayakanhalli, huyện Tumkur, bang Karnataka, Ấn Độ.